# Moltkedenkmal (Bremen)

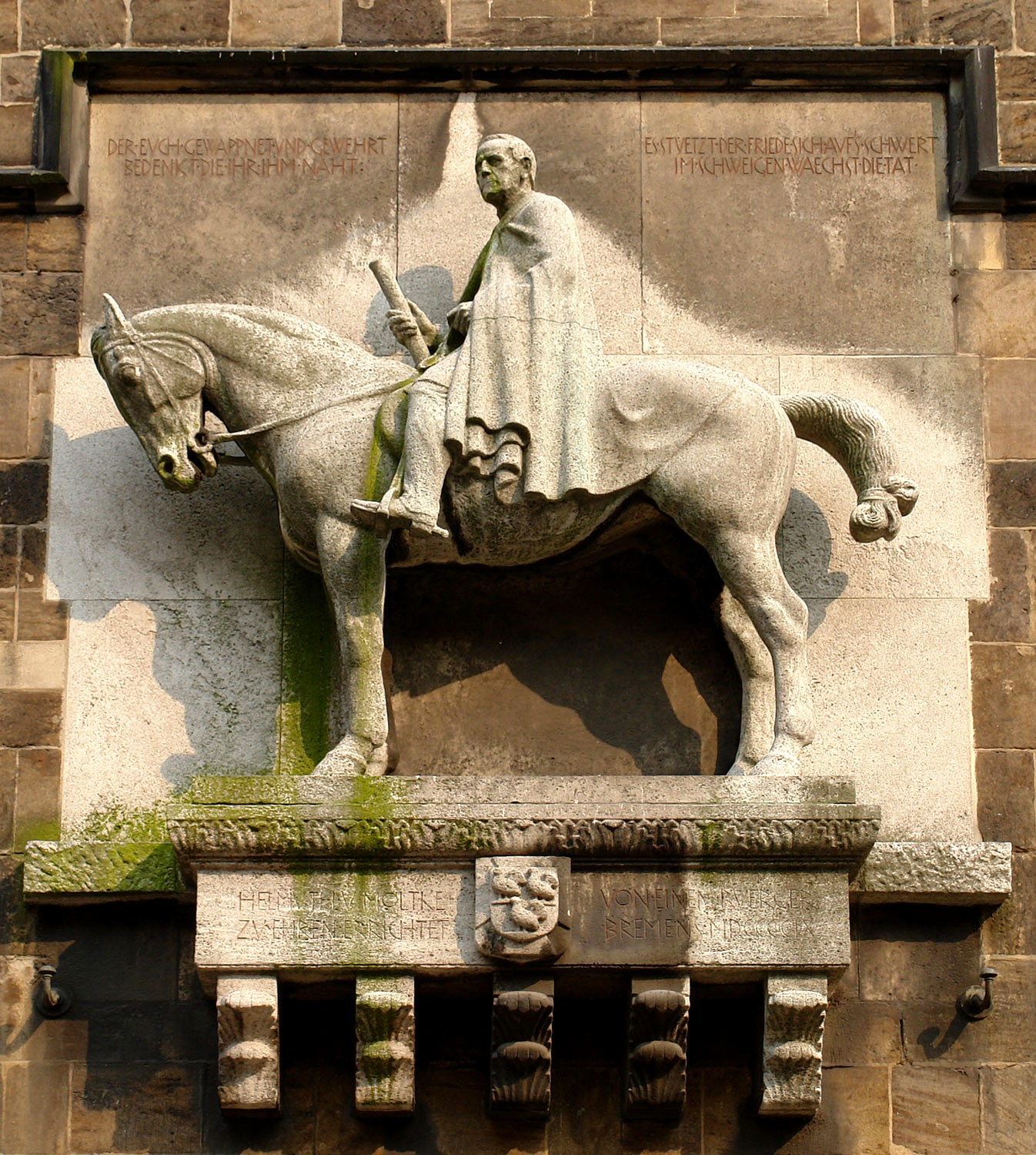
Moltke-Denkmal

Das Moltke-Denkmal in Bremen befindet sich an der Wand des Nordturms der Liebfrauenkirche. In der Form eines Reiterstandbilds erinnert es an den preußischen Generalfeldmarschall Helmuth von Moltke. Das Denkmal wurde nach einem Modell des Münchner Bildhauers Hermann Hahn unter Mitwirkung des Berliner Architekten Heinrich Jennen ausgeführt und steht seit 1973 unter Denkmalschutz.

## Entstehungsgeschichte
Der 1902 verstorbene Bremer Bankier Bernhard Loose hinterließ seiner Vaterstadt für ein Denkmal „des Mannes, dem Deutschland nächst Bismarck seine Größe und seine Einheit zu verdanken hat“ 75.000 Mark. Wegen der Standortfrage – sie war abhängig von der Platzwahl für das damals ebenfalls geplante und vorrangige Bismarck-Denkmal – verzögerte sich zunächst die Ausführung. Schließlich folgte man den Ratschlägen des Bildhauers Adolf von Hildebrand und des Stadtplaners Fritz Schumacher zur Aufwertung des Liebfrauenkirchhofs. Dass die Liebfrauenkirche die Standortkirche der Bremer Garnison war, mag dabei mitgespielt haben.
Einen beschränkten Wettbewerb gewann der Bildhauer Hermann Hahn. Auf Wunsch der Jury verzichtete er auf den ursprünglich geplanten sarkophagähnlichen Sockel, der allzu sehr an oberitalienische Renaissance-Vorbilder erinnerte, verweigerte sich aber den Forderungen der konservativen Jury-Fraktion nach größerer Naturnähe und uniformkundlichem Realismus. Am 4. November 1909 wurde das Denkmal eingeweiht.
Auf Hahn geht auch die Anregung zurück, dem von der Sögestrasse aus kommenden Betrachter zunächst einen anderen Blickfang durch einen Brunnen auf der Mitte des Platzes zu geben, da der von links Kommende einen unglücklichen Blickwinkel auf das Denkmal habe, das erst von der Mitte des Liebfrauenkirchhofs aus gesehen zur Geltung komme. So kam es zur Errichtung des Marcusbrunnens, der ebenfalls von Hahn und Jennen entworfen wurde.

## Das Denkmal als Kunstwerk
Hoch vor der glatten Wand des Nordturms der Kirche steht das aus Muschelkalk geschlagene Denkmal auf einem von Konsolen gestützten flachen Sockel. Das Reiterstandbild zeigt den Feldherrn in ruhiger Haltung und barhäuptig auf dem still stehenden Pferd sitzend, den Blick entschlossen zum Platz hin gewendet, aber den Zügel locker haltend. Große, flächige Formen und Motive wie der glatt und weit fallende Mantel verleihen der Gruppe monumentale Wirkung. Auf vorwärtsstürmendes Pathos, ansonsten unverzichtbare Eigenschaft von Denkmälern für Kriegshelden, wurde hier verzichtet.

## Inschriften
Auf dem Sockel:

Helmuth v. Moltke zu Ehren errichtet von einem Bürger Bremens MDCCCCIX

Auf der Mauerfläche über der Figur vier Zeilen von Rudolf Alexander Schröder in Versalien:

Der euch gewappnet und gewehrt, bedenkt, die ihr ihm naht:

Es stützt der Friede sich auf`s Schwert, im Schweigen wächst die Tat.

## Weblink
- k: kunst im öffentlichen raum bremen